# براد تايلور
براد تايلور (14 مارس 1997 في المملكة المتحدة - ) (بالإنجليزية: Brad Taylor)‏ هو لاعب كريكت بريطاني. لعب مع نادي مقاطعة هامبشاير للكريكت ‏.

## وصلات خارجية
- براد تايلور على موقع إي آس بي آن كريك إنفو (الإنجليزية)